# Ameles gracilis
Ameles gracilis är en bönsyrseart som beskrevs av Gaspard Auguste Brullé 1840. Ameles gracilis ingår i släktet Ameles och familjen Mantidae. Inga underarter finns listade i Catalogue of Life.